# دریاسوسماران
دریاسوسماران (نام علمی: Thalattosuchia) نام یک کلاد از رده خزندگان است.